# Pixel 5a (5G)
Pixel 5a (5G)，又称Pixel 5a，是由Google发布的Android智能手机，为Pixel 5的对应中端配置机型，同时也是继Pixel 4a及Pixel 4a (5G)后，Google推出的又一款中端配置Pixel手机。该机型于2021年8月17日正式公布，2021年8月26日开始发售。
受2020年开始的全球芯片短缺危机影响，Pixel 5a (5G)仅在美国及日本两国发售，而Google在推出Pixel 5a (5G)的同时也停产同样搭载高通骁龙765G的Pixel 4a (5G)和Pixel 5。
Google决定自Pixel 6系列起不再随机附赠充电器，因此Pixel 5a (5G)是Google Pixel系列最后一款附赠充电器的机型。

## 规格

### 设计
Pixel 5a (5G)仅有以森林绿为底色的“基本黑”（Mostly Black，电源按钮为橄榄绿）一种颜色版本。该机型正面延续了Pixel 4a系列与Pixel 5的左上角单挖孔全面屏设计，背面则使用金属材质。屏幕材质方面，该机型与Pixel 4a系列同样采用康宁大猩猩玻璃3。屏幕规格方面，该机型尺寸为6.34英寸，屏幕高宽比为20:9。

### 硬件
Pixel 5a (5G)搭载高通骁龙765G、6GB内存以及128GB的手机内部存储空间，并配备容量为4680mAh的电池。与过往Google推出的中端价位机型不同的是，Pixel 5a (5G)达到了IP67的防水防尘等级。其他方面，包括不支持无线充电、不支持90Hz刷新率、保留3.5毫米音频接口、配备背部指纹识别传感器、采用FHD+OLED屏幕等则与过往中端价位机型无差别。
Pixel 5a (5G)与Pixel 5同样支持5G网络，然而Pixel 5a (5G)仅支持6GHz以下频段，并不支持毫米波。

#### 相机
Pixel 5a (5G)的后置摄像头模组对应Pixel 4a (5G)和Pixel 5的设计，同样使用方形模组，模组内配备一个1220万像素、一个1600万像素摄像头和一个闪光灯。该机型在拍摄特性方面与Pixel 4a (5G)和Pixel 5基本一致。拍摄帧率方面，Pixel 5a (5G)在1080P分辨率下支持最大240帧录制，4K下支持最大60帧录制。

### 软件
Pixel 5a (5G)的出厂原装系统为Android 11。Google计划为该机型提供三年的系统更新支持。

## 问题
- Pixel 5a (5G)在录制4K 60帧视频时会出现设备过热导致录制中断的问题。Google对此表示正在对问题进行调查。[15]